# Towson
Towson, rond 1750 gesticht door de broers William en Thomas Towson, is een plaats (census-designated place) in de Amerikaanse staat Maryland en valt bestuurlijk gezien onder Baltimore County.

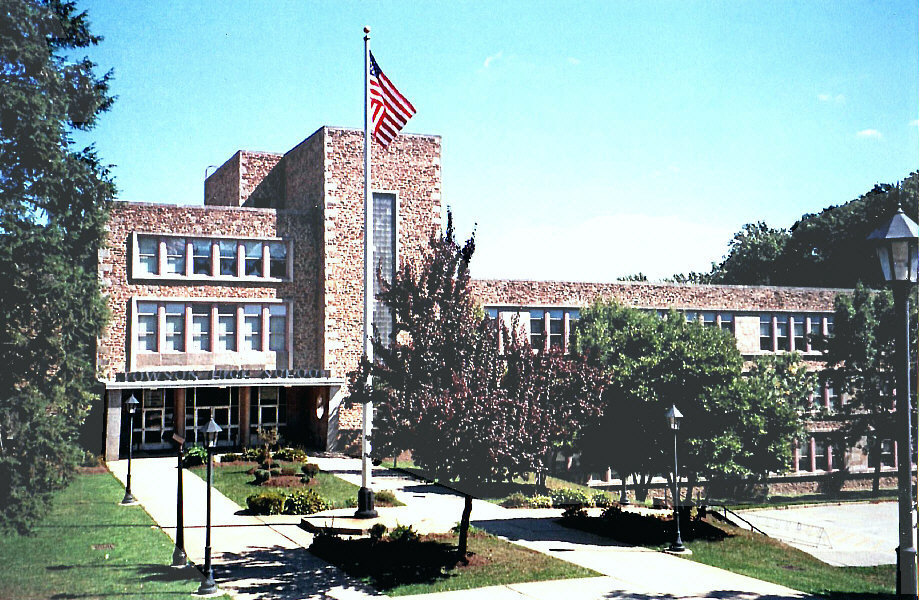
Towson High School
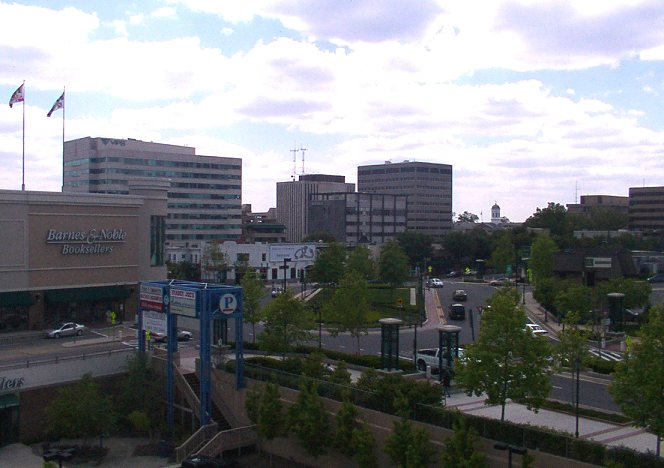
Towson, Maryland

## Demografie
Bij de volkstelling in 2000 werd het aantal inwoners vastgesteld op 51.793.

## Geografie
Volgens het United States Census Bureau beslaat de plaats een oppervlakte van
36,8 km², waarvan 36,4 km² land en 0,4 km² water. Towson ligt op ongeveer 107 meter boven zeeniveau.

## Plaatsen in de nabije omgeving
De onderstaande figuur toont nabijgelegen plaatsen in een straal van 8 km rond Towson.

## Geboren
- William Purington Cole (1889-1957), jurist en politicus
- Albert Cassell (1895-1969), architect
- Spiro Agnew (1918-1996), Amerikaans vicepresident en zakenman
- Divine (1945-1988), acteur en zanger (dragqueen)